# Piktové

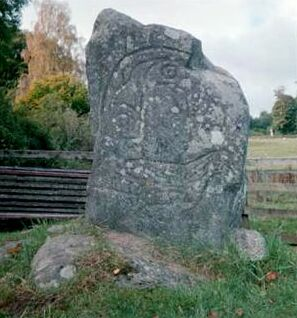
Clach an Tiompain, symbol Piktů v Strathpeffer.

Piktové (z latinského picti – pomalovaní) byl národ, žijící ve středním a severním Skotsku v období prvních pokusů Římanů o nadvládu Kaledonie, resp. Skotska, až do 9. století. Jejich etnicita není jasná, dříve se předpokládalo, že jde o národ příbuzný Keltům, moderní výzkumy však ukazují, že šlo spíše o samostatný národ, či o původní obyvatele Británie. Poprvé se o Piktech zmiňuje římský spisovatel Eumenius v roce 297, který je popisuje jako národ stále divošský, jehož válečníci se nebojí armád Říma.

## Charakteristika
O životě Piktů se nám toho příliš nedochovalo. Byl to jediný národ ostrova, který nebyl v období Římské invaze nikdy podroben.
Prostřednictvím artušovských legend se dozvídáme, že Vortigern, bájný král Britů (Britonů), si na pomoc v boji proti Piktům a Skotům (což byl ve starých dobách název pro Iry) pozval na pomoc dva jutské bratry Hengesta a Horsu, kteří jej nakonec zradili a zahájili germánskou invazi do Británie. Zda je legenda o bratrech pravdivá, nemůžeme s jistotou prokázat. Z tohoto příběhu však vyplývá, že Piktové představovali pro Britony vážnou hrozbu, se kterou se nedokázali sami vypořádat.
V otázce víry se předpokládá, že Piktové měli animistické či polyteistické náboženství, podobně jako Keltové. Časem byli však i oni christianizováni. Zajímavý příběh se váže ke sv. Kolumbovi, světci, který stál dle tradice za christianizováním národa Piktů. Údajně se střetl s příšerou z řeky Ness, která terorizovala místní obyvatelstvo. Kolumba se pokřižoval a svatými slovy zahnal příšeru zpět do řeky odkud přišla, a zachránil přitom chlapce. To udělalo na Pikty velký dojem a následně přijali křesťanství. Tento příběh dnes slouží jako základ zrození legendy o příšeře z Loch Ness. Dokončení christianizace se datuje do konce 6. století.
Během 9. století se piktské kmeny spojily a vytvořily království Alba.
Naposledy se s Pikty setkáváme v roce 840, v souvislosti s nástupem Kennetha MacAlpina, vůdce Skotů, kterému se podařilo vymýtit piktskou šlechtu a nastoupit na trůn jako první král Skotů. Národ Piktů se poté začlenil mezi Skoty a zbytek gaelského obyvatelstva a jejich identita byla postupem času asimilována a v 11. století již kompletně zapomenuta.

## Společnost
Archeologické nálezy vypovídají o společnosti, která není lehce odlišitelná od svých gaelských a britonských sousedů a také Anglosasů na jihu Británie. Určitým vodítkem mohou být znalosti o ostatních keltských společnostech.
Piktové, podobně jako jiné národy severní Evropy pozdního starověku, byli zemědělci žijící v malých komunitách. Hovězí dobytek a koně byli znakem bohatství, ve velkém množství byla chována prasata a ovce. Zvířata byla podle dnešních měřítek malá, ačkoliv koně byli dovezeni z Británie do Irska jako chovný materiál pro zvětšení irských zvířat. Z irských záznamů vyplývá, že tamější elita soutěžila ve šlechtění větších zvířat. Podobná situace mohla být i u Piktů. Vyřezávané lovecké scény ukazují lov se psy a, na rozdíl od Irska, se sokoly. Pěstovalo se obilí včetně pšenice, ječmene, ovsa a žita. Zeleninu představovala kapusta, zelí, cibule, pórek, hrách, mrkev a vodnice. Rostliny jako česnek, kopřivy a řeřicha byly sbírány v přírodě. Pastevectví poskytovalo kůže a kožešiny. Hlavním zdrojem přadného vlákna byla ovčí vlna, obvyklý byl také len, ačkoliv není jisté, zda byl pěstován pro vlákna, olej, nebo jako potravina. V řekách a u pobřeží byl provozován rybolov. Význam domestikovaných zvířat naznačuje, že jejich maso a mléko bylo důležitou částí stravy obyčejných lidí. Naopak elita jedla především maso, jak z domácích, tak i z divokých zvířat.
Staří Piktové jsou spojováni s pirátstvím a nájezdy na římskou část Británie. Dokonce ani během pozdního středověku nebyla hranice mezi obchodníky a piráty zcela jasná, takže piktští piráti byli pravděpodobně za jiných okolností obchodníky.
S Pikty jsou také spojovány brochs (kamenné věže). Ačkoliv byly budovány již dříve v době železné a přestaly se stavět kolem roku 100, byly později používány i Pikty. Nejčastějším typem obydlí byly kruhové nebo obdélníkové domy ze dřeva. Ačkoliv většina kostelů byla stavěna ze dřeva, od 8. století byly budovány i z kamene.
O Piktech se často tvrdí, že se zdobili tetováním. Důkazy pro toto tvrzení prakticky neexistují. Na kamenných rytinách jsou zobrazováni piktští šlechtici, lovci, válečníci, muži i ženy, ale bez známek tetování. Na některých kamenech byly nalezeny i nápisy v latince a ogham, ale některé ještě nebyly rozluštěny. Význam dobře známého piktského symbolu, nalézaného zejména na kamenech, nemá jednoznačný výklad. Podle jednoho výkladu se jedná o symbol jmen těch, co kameny vztyčili. Piktské umění je možné klasifikovat jako keltské a později se vyvíjelo izolovaně.

## Náboženství
Rané náboženství Piktů se pravděpodobně podobalo keltskému polyteismu, ale z tohoto období se dochovaly pouze místní názvy. Přesné datum, kdy Piktové konvertovali ke křesťanství, není jasné. Křesťanství přivezli irští misionáři a pravděpodobně se během 6. století rozšířilo po většině piktského území.

## Jazyk
Jazyk Piktů (piktština) se nedochoval. Známá jsou pouze místní jména a jména lidí vytesaná na kamenech. S největší pravděpodobností šlo o keltský jazyk z p-keltské (britonské) větve, vzdáleně příbuzný dnešní velštině.